# ОК ТЕНТ
ОК ТЕНТ је српски женски одбојкашки клуб из Обреновца. Тренутно се такмичи у Суперлиги Србије.

## Историја
Одбојкашки клуб ТЕНТ основан је 1981. године. Оснивач клуба је предузеће Термоелектране Никола Тесла, гигант у производњи електричне енергије у Србији, као и на Балкану.
Управу клуба чини 15 чланова, претежно запослених у Термоелектрани. Од сезоне 2005/06. клуб нема мушку екипу и посветили су се само женској одбојци. У клубу тренутно има око 200 чланова у свим узрасним категоријама. 
Женска сениорска екипа почела је да се такмичи 1981. године у регионалној лиги Београда. Године 1990. сениорке су се пласирале у виши ранг такмичења, Суперлигу Србије. Још већи успеси клуба почињу 1996. године када сениорке клуба први пут у историји улазе у Прву Б савезну лигу. После неколико година играња у Б лиги у такмичарској 2004/05, женска екипа постиже до тада највећи успех у историји клуба, пласман у елитну дивизију, Прву А савезну лигу, данас Суперлигу Србије.
Поред рада са сениорском екипом, клуб је постао препознатљив по раду са млађим категоријама. Од 2000. године клуб се опредељује за чување и улагање у своје перспективне играчице што је резултирало уласком у Суперлигу Србије.
Од 1996. године ОК ТЕНТ и општина Обреновац постају главни одбојкашки центар за млађе категорије. Клуб организује традиционални турнир за све пионирске селекције у Србији и иностранству и по масовности други одбојкашки турнир у Европи. Клуб је организатор великих одбојкашких манифестација, као што је Балканијада за јуниорке, Балкански куп, финале Купа Србије за жене, две утакмице Европске лиге за жене, као и већи број државних првенстава за млађе категорије.
Највећи успех клуба је освајање Суперлиге Србије у сезони 2019/20.

## Успеси
| Такмичење                | Такмичење                | Број                     | Година                   |                          |                          |
| Национално првенство — 1 | Национално првенство — 1 | Национално првенство — 1 | Национално првенство — 1 | Национално првенство — 1 | Национално првенство — 1 |
| ------------------------ | ------------------------ | ------------------------ | ------------------------ | ------------------------ | ------------------------ |
| Првенство Србије         | Првак                    | 1                        | 2019/20.                 |                          |                          |
| Првенство Србије         | Други                    | 2                        | 2020/21, 2023/24.        |                          |                          |
| Национални куп — 1       |                          |                          |                          |                          |                          |
| Куп Србије               | Победник                 | 1                        | 2024/25.                 |                          |                          |
| Куп Србије               | Финалиста                | 2                        | 2014/15, 2023/24.        |                          |                          |
| Национални суперкуп — 1  |                          |                          |                          |                          |                          |
| Суперкуп Србије          | Победник                 | 1                        | 2024.                    |                          |                          |
| Суперкуп Србије          | Финалиста                | 2                        | 2015, 2020.              |                          |                          |

## Познате играчице
- Наташа Крсмановић
- Хена Куртагић
- Сара Царић